# Neindorf (Wolfsburg)
Neindorf ist ein Stadtteil der Stadt Wolfsburg. Das Dorf liegt im Süden des Wolfsburger Stadtgebietes in landwirtschaftlich geprägter Umgebung des Hasenwinkels.

## Geschichte
Erste urkundliche Erwähnung fand Neindorf in einer Urkunde des Bischofs von Halberstadt im Jahr 1197 als Neindorpe. Um 1220 bis in das 14. Jahrhundert auch Nentorpe oder Nendorpe genannt. Die Edelherren von Meinersen waren hier begütert. Sie gaben um 1220 im Ort eine Hufe als Lehen an die Brüder Konrad und Steppo von Mahner.
Erst im 19. Jahrhundert kamen die Bauern des Ortes durch Zuckerrübenanbau zu einigem Wohlstand. Im Ergebnis entstanden zwischen 1905 und 1915 viele neue Wohngebäude, die sogenannten Rübenburgen. 1906 wurde die Friedhofskapelle erbaut. 1947 wurde der Kleingartenverein Zum Feierabend gegründet, der bis Ende 2017 bestand.
Am 1. Juli 1972 wurde Neindorf, das aus dem Landkreis Gifhorn stammt, gemäß dem Wolfsburg-Gesetz in die Stadt Wolfsburg eingegliedert. Die ehemalige Gemeinde hatte eine Fläche von 6,63 km².
Am 5. Mai 2017 besuchte Bundesaußenminister Sigmar Gabriel Neindorf und schlug beim Richtfest des Kinderhauses Neindorf in seiner Funktion als Kuratoriumsmitglied der Volkswagen Belegschaftsstiftung den letzten Nagel ein.

## Einwohnerzahlentwicklung
| Jahr      | 1871 | 1910 | 1925 | 1933 | 1939 | 1950 | 2012 | 2013 | 2015 | 2020 | 2023 | 2024 |
| --------- | ---- | ---- | ---- | ---- | ---- | ---- | ---- | ---- | ---- | ---- | ---- | ---- |
| Einwohner | 429  | 523  | 514  | 496  | 474  | 947  | 1415 | 1381 | 1382 | 1377 | 1352 | 1328 |

## Religion
Neindorf verfügt über eine Kirche, die zum Kirchenkreis Wolfsburg-Wittingen des Sprengels Lüneburg der Evangelisch-lutherischen Landeskirche Hannovers gehört. Katholische Einwohner gehören zur rund zehn Kilometer entfernten Kirche St. Mariä Himmelfahrt (Königslutter).

## Politik
Neindorf bildet mit dem benachbarten Ortsteil Almke die Ortschaft Almke-Neindorf. Ortsbürgermeisterin ist Silke Hitschfeld (PUG).

### Wappen
| Wappen von Neindorf | Blasonierung: „In Gold eine linke blaue Spitze, darin ein aufspringender goldener Hase.“ |
| Wappen von Neindorf | Wappenbegründung: Neindorf gilt als der zentrale Ort des Hasenwinkels. Dieser Umstand wird durch den Hasen im Winkel „redend“ versinnbildlicht. Die nach vorn zeigende Spitze bekräftigt den Wunsch der Einwohner nach einer zukunftsweisenden gedeihlichen Entwicklung des Ortes. Die Farben Blau-Gold sind hier nicht als braunschweigische Landesfarben zu verstehen, sondern als die der welfischen Lande des lüneburgischen Anteils, zu denen Neindorf jahrhundertelang gehört hat. Das Wappen wurde vom Heraldiker Arnold Rabbow gestaltet und am 11. April 1978 vom Ortsrat Almke/Neindorf einstimmig angenommen. |

## Kultur und Sehenswürdigkeiten

### Bauwerke

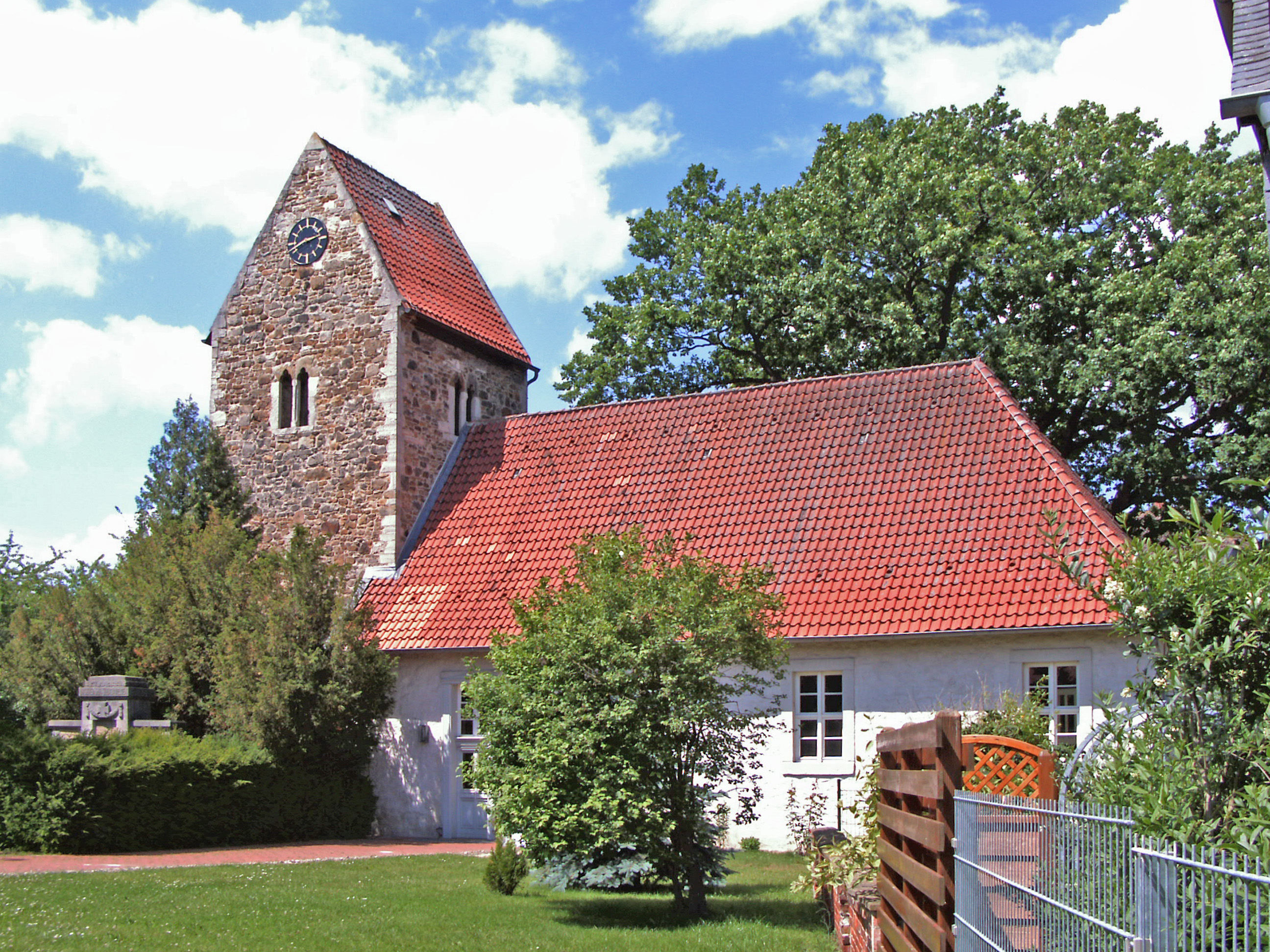
Kirche

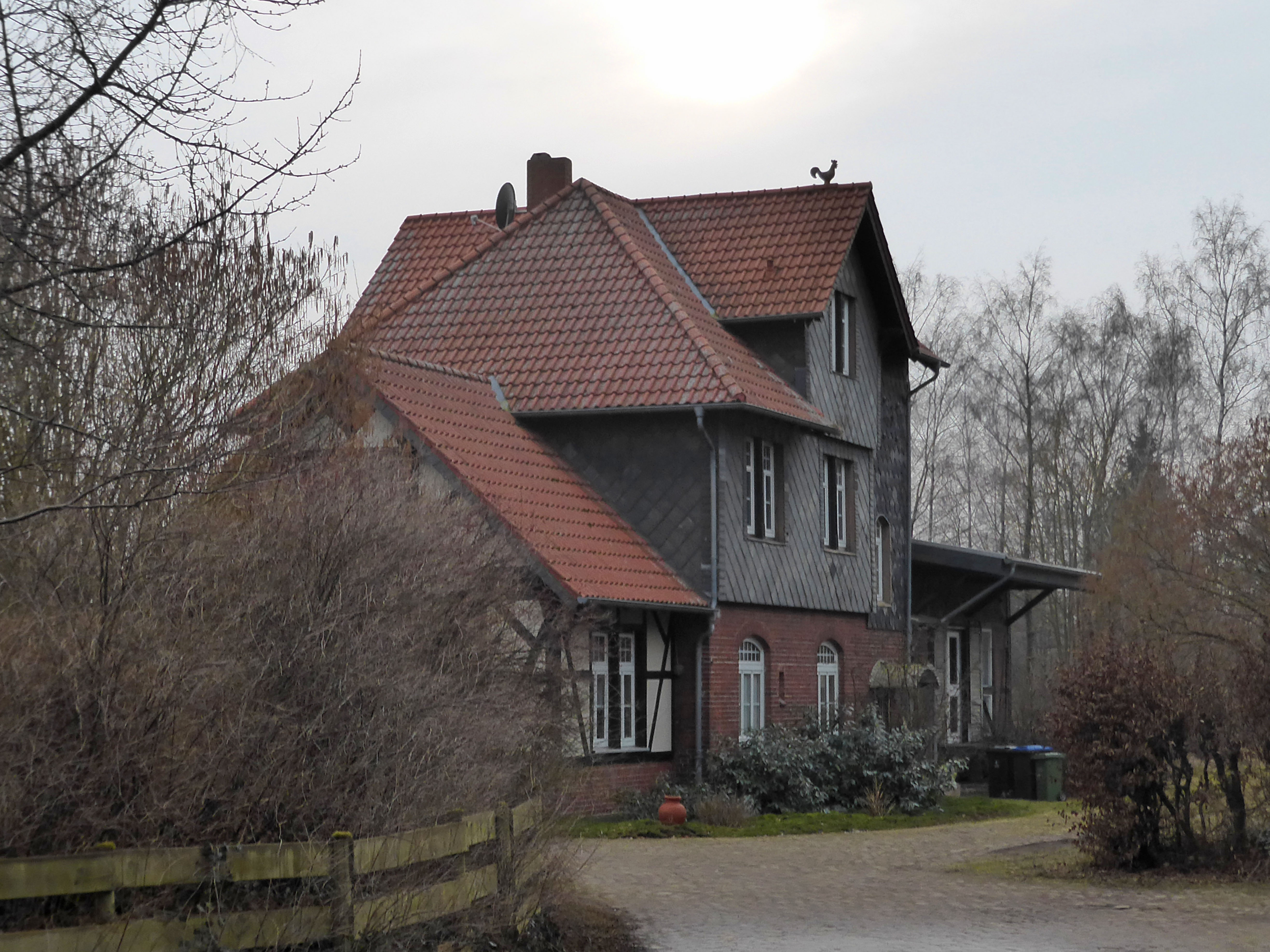
Ehemaliger Bahnhof

Die im 13. Jahrhundert entstandene Kirche des Ortes wurde 1680 vom ursprünglichen Kapellenbau zur Hallenkirche erweitert.
Ein historisches Denkmal ist der Bahnhof an der ehemaligen Bahnstrecke Schandelah–Oebisfelde, der abgelegen vom Dorf liegt und seit 1975 außer Betrieb ist.

### Sport
Der Neindorfer Sportverein ist der TSV Neindorf e. V. Der am 12. August 1921 als Gut Vorwärts gegründete Verein widmete sich zunächst dem Fußball, später kamen die Sparten Darts, Handball, Karate, Leichtathletik, Seniorensport, Skifahren, Tennis und Turnen hinzu. Der Verein verfügt über einen Waldsportplatz, eine Sporthalle und ein Sportheim. 2022 gehörten dem TSV Neindorf rund 360 Mitglieder an.

### Kultur
Seit einigen Jahren findet in der Adventszeit der lebendige Adventskalender statt. Die Erlöse kommen den örtlichen Vereinen zugute.
Der Heimatverein, der jahrelang Artefakte und Geschichten aus Neindorf aufbewahrte, wurde 2024 aufgelöst.
2024 wurde das erste „KP-ONE Festival“ auf dem Gelände des ehemaligen Kieswerkes veranstaltet. Aufgrund des Erfolges für diese Region ist eine Wiederholung fest terminiert.

## Wirtschaft und Infrastruktur

### Unternehmen
Neindorf verfügt über eine Bäckerei, eine Filiale der Sparkasse, eine DHL-/Postfiliale mit Apothekenservice, Toto Lotto und Kioskartikeln, eine Zahnärztin, eine Arztpraxis für Allgemeinmedizin sowie diverse Handwerks- und Landwirtschaftsbetriebe.

### Bildung
In Neindorf befindet sich die DRK-Kindertagesstätte Neindorf mit 15 Krippen- und 50 Kindergartenplätzen. Die Kindertagesstätte geht auf einen 1971 von einer Elterninitiative gegründeten Spiel- und Förderkreis zurück, der am 1. Januar 1993 vom Deutschen Roten Kreuz übernommen wurde. Am 1. November 2018 bezog die Kindertagesstätte einen vom Architekten Michael Köllner aus Hankensbüttel konzipierten Neubau, der am 18. Januar 2019 offiziell eröffnet wurde.
Die gegenüberliegende Grundschule Hasenwinkel nimmt die Schüler der Klassenstufe 1 bis 4 auf. Die Schule wird vom Schulzweckverband Hasenwinkel betrieben. Der Verband ist eine interkommunale Zusammenarbeit der beiden Städte Wolfsburg und Königslutter, da die Schule regulär Schüler aus Wolfsburg und Königslutter aufnimmt.